# Giampaolo Morelli
Giampaolo Morelli (Napoli, 25 novembre 1974) è un attore, sceneggiatore, conduttore televisivo, scrittore e regista italiano.
Ha raggiunto la notorietà con l'interpretazione dell'ispettore Coliandro, protagonista dell'omonima serie televisiva.

## Biografia
Cresce in una famiglia borghese del quartiere napoletano dell'Arenella, figlio del magistrato Francesco Morelli; tuttavia solo in età adulta ha scoperto che il suo padre biologico era in realtà un amico di famiglia, cosa confessatagli dalla madre, insegnante, in punto di morte. Dopo la maturità classica si iscrive al corso di laurea in giurisprudenza, che lascerà poi per dedicarsi pienamente alla recitazione. Muove i primi passi nel mondo dello spettacolo alternandosi tra cabaret e teatro fino al debutto, nel 1999, nella serie televisiva Anni '60 di Carlo Vanzina. Diretto sempre da quest'ultimo, nel 2001, approda sul grande schermo ottenendo il suo primo ruolo da protagonista, al fianco di Rupert Everett, in South Kensington.
Tra il 2002 e il 2005 è al cinema con le pellicole Paz! e Amatemi, entrambe di Renato De Maria, Dillo con parole mie di Daniele Luchetti e L'uomo perfetto per la regia di Luca Lucini. In questi anni appare anche nelle serie Distretto di Polizia di Canale 5, Butta la luna di Rai 1 e Il capitano di Rai 2. La notorietà arriva nel 2006 grazie al ruolo di Coliandro, ispettore di polizia protagonista dell'omonima serie televisiva ideata dai Manetti Bros. Nel 2010 presta la voce al bandito Flynn Rider nel film d'animazione Rapunzel - L'intreccio della torre. L'anno dopo partecipa, insieme a Francesca Inaudi, al videoclip del brano Il mio secondo tempo di Max Pezzali. Nel 2011 pubblica il suo primo romanzo, Un bravo ragazzo, con la prefazione di Carlo Lucarelli; due anni dopo pubblica 7 ore per farti innamorare, di cui poi porta in scena, insieme a Carolina Crescentini, l'adattamento teatrale. 
Tra il 2013 e il 2016 si divide tra cinema e televisione recitando in Stai lontana da me di Alessio Maria Federici, Song'e Napule dei Manetti Bros., Babbo Natale non viene da Nord di Maurizio Casagrande, accanto a Annalisa al suo esordio da attrice, Nemiche per la pelle di Luca Lucini e Miami Beach di Carlo Vanzina; in questi anni appare anche nelle pellicole Poli opposti di Max Croci, e Smetto quando voglio - Masterclass e Smetto quando voglio - Ad honorem, commedie dirette da Sydney Sibilia. Sul piccolo schermo, nel 2016 conduce i programmi Le Iene di Italia 1, al fianco di Ilary Blasi e Frank Matano, e Fan Car-aoke su Rai 1. Nel 2017 interpreta Ciro, il killer al servizio di don Vincenzo in Ammore e malavita: la commedia, firmata dai Manetti Bros., approda in concorso alla 74ª Mostra internazionale d'arte cinematografica di Venezia e si aggiudica, tra gli altri riconoscimenti, il David di Donatello per il miglior film. Nel 2018 Gabriele Muccino lo sceglie per interpretare Diego nella pellicola A casa tutti bene, mentre l'anno dopo è il protagonista de L'agenzia dei bugiardi di Volfango De Biasi, remake della pellicola francese Alibi.com di Philippe Lacheau.
Il 2020 lo vede all'esordio come regista con la commedia sentimentale 7 ore per farti innamorare, tratta dal suo romanzo omonimo. Nello stesso anno è nel cast, al fianco di Micaela Ramazzotti, di Maledetta primavera di Elisa Amoruso e Divorzio a Las Vegas di Umberto Carteni. Tra il 2021 e il 2024 torna in veste di regista con Falla girare e Falla girare 2 - Offline; inoltre prende parte al film C'era una volta il crimine e alla serie derivata Non ci resta che il crimine, entrambe le opere dirette da Massimiliano Bruno. Nel dicembre 2023 recita, insieme a Ilaria Spada, nella commedia natalizia In fuga con Babbo Natale di Volfango De Biasi.

## Vita privata
Dal 2010 è legato sentimentalmente a Gloria Bellicchi, conosciuta l'anno precedente sul set de L'ispettore Coliandro; la coppia ha due figli, nati nel 2013 e nel 2016.

## Filmografia

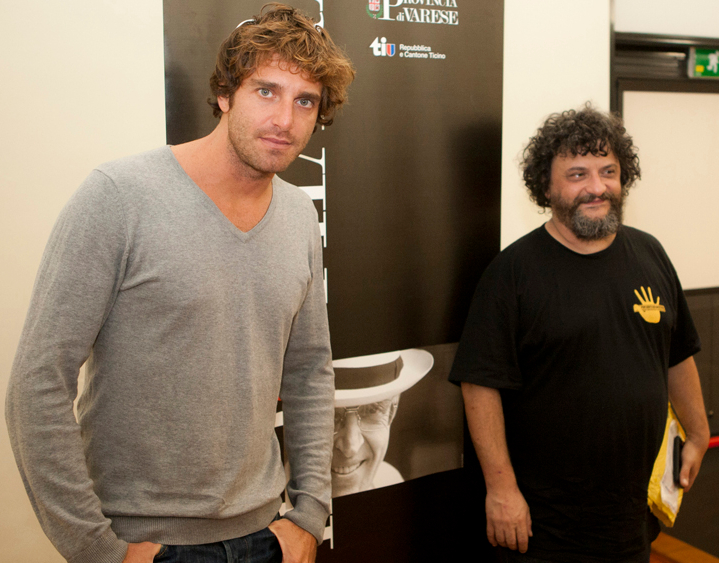
Morelli (a sinistra) nel 2010 con Marco Manetti dei Manetti Bros., con cui l'attore ha spesso collaborato sia al cinema sia in televisione

### Attore

#### Cinema
- South Kensington, regia di Carlo Vanzina (2001)
- Paz!, regia di Renato De Maria (2002)
- Dillo con parole mie, regia di Daniele Luchetti (2003)
- Amatemi, regia di Renato De Maria (2003)
- Sei p. in cerca d'autore, regia di Giampaolo Morelli – cortometraggio (2003)
- L'uomo perfetto, regia di Luca Lucini (2005)
- Piano 17, regia dei Manetti Bros. (2005)
- Il bastardo e l'handicappato, regia di Giampaolo Morelli – cortometraggio (2005)
- Mine vaganti, regia di Ferzan Özpetek (2010)
- Fiabeschi torna a casa, regia di Max Mazzotta (2012)
- L'isola dell'angelo caduto, regia di Carlo Lucarelli (2012)
- Stai lontana da me, regia di Alessio Maria Federici (2013)
- Song'e Napule, regia dei Manetti Bros. (2014)
- Babbo Natale non viene da Nord, regia di Maurizio Casagrande (2015)
- Poli opposti, regia di Max Croci (2015)
- Nemiche per la pelle, regia di Luca Lucini (2016)
- Miami Beach, regia di Carlo Vanzina (2016)
- Quel bravo ragazzo, regia di Enrico Lando (2016)
- Smetto quando voglio - Masterclass, regia di Sydney Sibilia (2017)
- Smetto quando voglio - Ad honorem, regia di Sydney Sibilia (2017)
- Ammore e malavita, regia dei Manetti Bros. (2017)
- A casa tutti bene, regia di Gabriele Muccino (2018)
- L'agenzia dei bugiardi, regia di Volfango De Biasi (2019)
- Ma cosa ci dice il cervello, regia di Riccardo Milani (2019)
- Gli uomini d'oro, regia di Vincenzo Alfieri (2019)
- 7 ore per farti innamorare, regia di Giampaolo Morelli (2020)
- Divorzio a Las Vegas, regia di Umberto Carteni (2020)
- Maledetta primavera, regia di Elisa Amoruso (2020)
- C'era una volta il crimine, regia di Massimiliano Bruno (2022)
- Falla girare, regia di Giampaolo Morelli (2022)
- In fuga con Babbo Natale, regia di Volfango De Biasi (2023)
- Falla girare 2 - Offline, regia di Giampaolo Morelli (2024)
- Come far litigare mamma e papà, regia di Gianluca Ansanelli (2024)
- L'amore e altre seghe mentali, regia di Giampaolo Morelli (2024)
- Una fottuta bugia, regia di Gianluca Ansanelli (2024)

#### Televisione
- Anni '60, regia di Carlo Vanzina – miniserie TV (1999)
- Sei forte, maestro – serie TV, episodio 1x19 (2000)
- Con le unghie e con i denti, regia di Pier Francesco Pingitore – film TV (2004)
- Vite a perdere, regia di Paolo Bianchini – film TV (2004)
- Raccontami una storia, regia di Riccardo Donna – miniserie TV (2004)
- Distretto di Polizia – serie TV, 26 episodi (2005)
- L'ispettore Coliandro – serie TV, 34 episodi (2006-2021) - Coliandro
- Crimini – serie TV, episodio 1x05 (2006)
- Butta la luna, regia di Vittorio Sindoni – serie TV, 8 episodi (2006-2007)
- Le ragazze di San Frediano, regia di Vittorio Sindoni – miniserie TV (2006)
- Il capitano – serie TV, 6 episodi (2007)
- Codice Aurora, regia di Paolo Bianchini – film TV (2008)
- Un paradiso per due, regia di Pier Belloni – film TV (2010)
- La donna della domenica, regia di Giulio Base – miniserie TV (2011)
- Baciati dall'amore, regia di Claudio Norza – miniserie TV (2011)
- Volare - La grande storia di Domenico Modugno, regia di Riccardo Milani – miniserie TV (2013) - Walter Chiari
- Braccialetti rossi, regia di Giacomo Campiotti – serie TV, 6 episodi (2014)
- Una Ferrari per due, regia di Fabrizio Costa – film TV (2014)
- Una villa per due, regia di Fabrizio Costa – film TV (2014)
- Una grande famiglia – serie TV, 8 episodi (2015)
- C'era una volta Studio Uno, regia di Riccardo Donna – miniserie TV (2017)
- Imma Tataranni - Sostituto procuratore – serie TV, episodio 1x01 (2019)
- Non ci resta che il crimine - La serie – serie TV, 6 episodi (2023)

### Regista
- Sei p. in cerca d'autore – cortometraggio (2003)
- Il bastardo e l'handicappato – cortometraggio (2005)
- 7 ore per farti innamorare (2020)
- Falla girare (2022)
- Falla girare 2 - Offline (2024)
- L'amore e altre seghe mentali (2024)
- L'amore sta bene su tutto (2025)

### Sceneggiatore
- Sei p. in cerca d'autore, regia di Giampaolo Morelli – cortometraggio (2003)
- Il bastardo e l'handicappato, regia di Giampaolo Morelli – cortometraggio (2005)
- Piano 17, regia dei Manetti Bros. (2005)
- Song'e Napule, regia dei Manetti Bros. (2014)
- 7 ore per farti innamorare, regia di Giampaolo Morelli (2020)
- Falla girare, regia di Giampaolo Morelli (2022) – soggetto

## Teatro
- Una notte americana di A. Miller, regia di M. Gelardi
- Bric Brac, regia di Lucilla Lupaioli
- Re Lear di Shakespeare (1996), regia L. De Bernardinis
- Le donne al Parlamento di Aristofane (1997), regia di L. Galassi
- Quando eravamo repressi (1998), regia di Pino Quartullo
- L’ultima cena (2000), regia di F. Andreotti
- Gino non si tocca più (2006), testo e regia di Giampaolo Morelli e Gianluca Ansanelli
- A cena con Napoleone di G.B. Shaw (2009), regia di L. Russo
- Sette ore per farti innamorare (2013), testo di Giampaolo Morelli e Gianluca Ansanelli, tratto dall'omonimo romanzo di Giampaolo Morelli, regia di Gianluca Ansanelli
- Un bravo ragazzo (2013-2014)
- Scomode verità e 3 storie vere (2023)

## Doppiaggio
- Rapunzel - L'intreccio della torre (2010)
- Rapunzel - Le incredibili nozze – cortometraggio (2012)
- Show Dogs - Entriamo in scena (Show Dogs), regia di Raja Gosnell (2018)
- Cip & Ciop agenti speciali (Chip 'n Dale Rescue Rangers), regia di Akiva Schaffer (2022)

## Programmi TV
- TeleGaribaldi (1997-1998)
- Stracult Show (2009)
- Grazie al cielo sei qui (2009)
- Lady Burlesque (2011)
- Le Iene (2016)
- Fan Car-aoke (2016-2017)
- Danza con me (2020)

## Videoclip
- Il mio secondo tempo di Max Pezzali, regia dei Manetti Bros. (2011)

## Opere
- Un bravo ragazzo. Storia di un giovane prestigiatore, erotomane, dislessico e disadattato (2011)
- 7 ore per farti innamorare (2013)

## Riconoscimenti
- Nastro d'argento
  - 2005 – Premio del Sindacato Nazionale Giornalisti Cinematografici come attore protagonista per Il bastardo e l'handicappato[5]